# 松觀站
松觀站（韓語：송관역）是朝鮮民主主義人民共和國南浦特别市的一個鐵路車站，属于西海閘門線。

## 邻近车站
西海閘門線
西海閘門站 - 松觀站 - 汉二川站